# Chi Eridani
Chi Eridani (χ Eridani, förkortat Chi Eri, χ Eri) som är stjärnans Bayerbeteckning, är en dubbelstjärna belägen i den sydvästra delen av stjärnbilden Eridanus. Den har en kombinerad skenbar magnitud på 3,70 och är synlig för blotta ögat där ljusföroreningar ej förekommer. Baserat på parallaxmätning inom Hipparcosuppdraget på ca 56,0 mas, beräknas den befinna sig på ett avstånd på ca 58 ljusår (ca 18 parsek) från solen.

## Egenskaper
Primärstjärnan Chi Eridani A är en gul underjättestjärna av spektralklass G8 IV. Den har en massa som är ca 1,6 gånger större än solens massa, en radie som är ca 4 gånger större än solens och utsänder från dess fotosfär 392 gånger mera energi än solen vid en effektiv temperatur på ca 5 130 K. 
År 1994 hade stjärnparet en vinkelseparation på 5,0 bågsekunder vilket motsvarar en projicerad separation på ca 128 AE. Följeslagaren har en skenbar magnitud på 10,7 och kan vara källan till den röntgenstrålning på 504,4 × 1027 erg/s som observerats från konstellationen. Ovanligt för en stjärna av spektraltyp G8 är att Chi Eridani A visar en fotometrisk variabilitet på 0,04 i magnitud, vilket kan bero på en tidigare massöverföring från följeslagaren eller från en oupptäckt andra följeslagare.